# Vulcan (Marvel)
Vulcan (echte naam Gabriel Summers) is een personage uit de strips van Marvel Comics. Hij verscheen voor het eerst in X-Men: Deadly Genesis #1, en werd bedacht door Ed Brubaker en Trevor Hairsine. Hij is de jongere broer van de X-Men leden Cyclops en Havok.

## Biografie

### Oorsprong
Vulcans geschiedenis begon op de Shi’ar troonwereld als het ongeboren kind van Christopher en Katherine Summers (ouders van Cyclops en Havok). Katherine was zwanger toen zij en haar man werden ontvoerd door D'Ken, een alien van het Shi’ar keizerrijk. Vulcan leek nog voor zijn geboorte om te komen toen de Shi’ar keizer als straf voor Corsairs ontsnappingspoging Katherine vermoordde. De baby Vulcan werd uit Katherines levenloze lichaam gehaald en in een incubatieversneller gestopt, die hem razendsnel verouderde tot een volwassene. Vervolgens werd hij de slaaf van Davan Shakari, de keizers rechterhand op Aarde. Hij wist te ontsnappen en werd gevonden door Moira MacTaggart met vrijwel geen herinneringen aan wie hij was en waar hij vandaan kwam. Zij nam hem onder haar hoede en leerde hem zijn krachten te gebruiken.
Hij beweerde dat zijn naam Gabriel was, maar koos de codenaam Vulcan uit een boek over Romeinse mythologie. Professor X herkende aan Vulcans mentale afdruk dat hij familie moest zijn van Cyclops. Vulcan werd hierna lid van het X-Men team bestaande uit Petra, Darwin en Sway. Dit team probeerde de originele X-Men te redden van het eiland Krakoa. Krakoa voelde Vulcan als een bedreiging en stuurde een menselijke vulkaan om met het team af te rekenen. Sway en Petra kwamen om, en Darwin en Vulcan verdwenen spoorloos.

### Terugkeer
Met behulp van zijn stervende teamgenoot was Vulcan in staat te overleven. Jaren later werd hij wakker in de moderne tijd (dankzij de mutantenenergie die vrijkwam door de Decimation aan het eind van House of M). Hij keerde terug van zijn verbanning naar de ruimte om zijn titel als X-Man terug te eisen. Hij doodde Banshee en probeerde Wolverine ook te doden. Hij ontvoerde zelfs Rachel Summers en Cyclops.
Vulcan gebruikte onbewust de geabsorbeerde krachten van Petra en Sway om de X-Men te manipuleren, en de waarheid te achterhalen omtrent het X-Men team dat verdween tijdens de missie naar Krakoa. Hij lokte Professor X uit zijn schuilplaats, en dwong hem om tegenover de X-Men op te biechten wat er was gebeurd. Hij was hier niet meer toe in staat, omdat hij zelf ook zijn mutantenkrachten had verloren. Woedend dwong hij Marvel Girl (Rachel) om hun gedachten mentaal te verbinden en zo te tonen wat er gebeurt was:
Het bleek dat Vulcan en zijn team erin waren geslaagd Scott te bevrijden van Krakoa (tot dusver werd gedacht dat Krakoa Scott vrijwillig liet ontsnappen zodat die meer slachtoffer naar hem toe kon lokken) en Vulcan was in staat het levende eiland te beschadigen. Vulcan bekende tegen Cyclops dat ze broers waren en stuurde Cyclops weg met de jet. Net toen Cyclops weg was, leek Vulcan te worden gedood door het eiland. Sway kwam het eerst om, maar haar lichaam gebruikte haar laatste mutantenkrachten om de tijd te vertragen. Petra dreef hen allen een grot in die ze met haar krachten had gemaakt. Daar veranderde de stervende Darwin zichzelf in energie en bond zich met Vulcan, waardoor beide in leven bleven. Ze werden samen met Krakoa de ruimte in gelanceerd door Polaris en bleven daar totdat de energiegolf die vrijkwam gedurende de Decimation Vulcan wekte. Na getuige te zijn geweest van Vulcan’s “dood” keerde Cyclops hysterisch terug bij Professor X, en gaf zichzelf de schuld van hun dood. De Professor besloot dat het beter was als Cyclops het gehele gebeuren zou vergeten, en wiste zijn herinneringen aan Vulcan.
Na deze onthulling scheidde Vulcan Darwin en zichzelf, en vluchtte van de Aarde weg met als doel wraak te nemen op D’Ken voor wat hij had gedaan.

### Vendetta
Terwijl hij door de Shi’ar ruimte reisde leerde Vulcan van een bemanningslid van een schip dat hij had verwoest dat D’Ken al jaren in coma lag na een experiment met het M’Kraan kristal, en dat Lilandra Neramani nu de leider van de Shi’ar was. Desondanks zette Vulcan zijn tocht voort, en toonde zijn kracht door twee oorlogsschepen van de Shi’ar te vernietigen. In de kern van het Shi’ar rijk bevocht Vulcan de keizerlijke wachters, die sterker bleken dan hij dacht. Vulcan doodde verschillende sterke wachters in een gevecht, maar werd verslagen door hun leider, Gladiator. Vulcan werd meegenomen naar een gevangenismaan, en bleef daar als gevangene. Later werd hij geholpen door een geheime Shi´ar orde om te ontsnappen. De orde zei dat hij een andere gevangene moest bevrijden. De gevangene blijkt Deathbird te zijn. Ze ontsnappen en worden verliefd. 
Ondertussen is Lilandra verraden en gevangengenomen. Als snel wordt ze bevrijd door de X-Men en de Starjammers. Vulcan is zo verliefd dat hij voor Deathbird keizer D´Ken uit coma wekt. D´Ken eist gelijk de troon terug en vraagt aan Vulcan om te trouwen met Deathbird. Vulcan neemt het aanbod aan en neemt Darwin als getuige. Bij de ceremonie wordt ook professor X gestraft die gevangen is genomen. Het mislukt, want de Starjammers en de X-Men vallen aan. Een gigantisch gevecht begint. Nightcrawler probeert professor X te redden. Het mislukt door Vulcan. Daarna gooit Vulcan professor X in het M´Kraan kristal Darwin gaat er gelijk achter aan. D´Ken vraagt aan de gladiator of hij Lilandra naar hem toe brengt. Vulcan doodt D´Ken en eist de troon op. Dan wil hij Lilandra doden, maar Corsair redt haar net. Vulcan wordt boos en vermoordt Corsair. Havok valt meteen met volle woede de vulcan aan. Als Lilandra denkt dat alles is verloren komen Darwin professor X uit het M´Kraan. Nightcrawler teleporteert Lilandra, Darwin en professor X naar het schip dat de X-Men hadden gekaapt. Daar zorgt Lilandra met tegenzin ervoor dat de X-Men naar de aarde vliegen. Het gevecht gaat nog steeds door en uiteindelijk trekken Vulcan en de Shi´ar vloot van ruimteschepen terug. Havok, Polaris en Marvelgirl blijven bij de Starjammers om Vulcan tegen te houden.

## Krachten en vaardigheden
Vulcans energie manipulatiekrachten stellen hem in staat om licht, hitte, kracht en elektriciteit te produceren, of bestaande energiebronnen de manipuleren/uitschakelen. Hij kan ook andere mutantenkrachten onderdrukken of aftappen, in de ruimte overleven en vliegen. Hij heeft verder sterke psionische krachten. Emma Frost, Rachel Summers en Professor X hebben bevestigd dat hij nog sterker is dan een omega-level mutant. Hoewel voorbij “omega” waarschijnlijk een fout is van schrijver Ed Brubaker omdat Omega al ongelimiteerde mogelijkheden biedt.
Na te zijn opgeslokt door Krakoa, absorbeerde hij de krachten van Darwin, Petra en Sway.